# Сорока, Андрей Максимович
Андрей Максимович Сорока (23 марта 1910, Краснодарский край — 7 января 1994) — командир пулеметного расчета 16-го отдельного батальона морской пехоты сержант — на момент представления к награждению орденом Славы 1-й степени.

## Биография
Родился 23 марта 1910 года на хуторе Могукоровка, Калининского района Краснодарского края,. Работал в колхозе.
В 1932—1934 годах проходил службу в Красной Армии, в 55-м кавалерийском полку. После демобилизации вернулся домой. В августе 1941 года был вновь призван в армию. В составе 640-го стрелкового полка 147-й стрелковой дивизии участвовал в обороне Киева. В сентябре 1943 года попал в окружение, оставался на оккупированной территории. В апреле 1943 года был освобожден наступающими частями и мобилизован в армию.
До сентября 1943 года воевал командиром отделения 1159 -го стрелкового полка 351-я стрелковой дивизии. 8 сентября в бою за хутор Ленинский при штурме дамбы первым ворвался в траншеи врага, гранатами уничтожил два пулемета с расчетами. Был ранен, награждён медалью «За отвагу».
После госпиталя, с декабря 1943 года воевал в составе 83-й отдельной морской Краснознаменной Новороссийской стрелковой бригады, был пулеметчиком 16-го отдельного батальона морской пехоты.
21-26 января 1944 года в боях в боях в 7-10 км севернее города Керчь младший сержант Сорока, действуя в составе расчета, подавил огонь трех пулеметных точек противника и уничтожил до 10 автоматчиков. В мае, в бою на подступах к городу Севастополь, продвигаясь со своим расчетом вместе со стрелковыми подразделениями, занял выгодную позицию и фланговым огнём поднял панику и уничтожил до 15 противников.
Приказом по частям 16-го стрелкового корпуса от 24 мая 1944 года младший сержант Сорока Андрей Максимович награждён орденом Славы 3-й степени.
В начале августа 1944 года, в целях обеспечения десантных операций в предстоящей Ясско-Кишиневской операции, 83-я отдельная бригада морской пехоты был переброшена из Крыма в район Днестровского лимана и передана в подчинение 46-й армии.
22 августа 1944 года при высадке десанта на правый берег Днестровского лимана сержант Сорока забросал гранатами дзот, уничтожив 3 солдат и пулемет противника. Преследуя отходящего противника проявил инициативу, установил пулемет на трофейную тачанку и ворвался в расположение румынских войск. Огнём из пулемета расстрелял до 20 вражеских солдат и заставил сдаться в плен более 30 солдат и 2 офицеров.
Приказом по войскам 46-й армии от 14 декабря 1944 года сержант Сорока Андрей Максимович награждён орденом Славы 2-й степени.
В дальнейшем, действуя в составе Дунайской флотилии, 83-я бригада морской пехоты активно участвовала в десантных операциях на Дунае в декабре 1944 года в городах Вуковар и Илок, в столице Венгрии Будапеште.
24-25 декабря 1944 года в боях на подступах к городу Будапешт сержант Сорока, при прорыве обороны противника мощным пулеметным огнём вынудил врага бежать, истребил до 20 вражеских солдат. Преследуя отступающего врага поставил пулемет на тачанку и ворвался в самую гущу вражеских подразделений, поднял арнику и взял в плен около 40 солдат противника. Продолжая наступать, подошел вплотную к батареи противника, огнём из пулемета уничтожил большую часть расчетов, взял плен 9 солдат и захватил орудия. Был ранен, но продолжал вести бой до вечера и только по приказу командира батальона был эвакуирован в тыл.
Указом Президиума Верховного Совета СССР от 24 марта 1945 года сержант Сорока Андрей Максимович награждён орденом Славы 1-й степени. Стал полным кавалером ордена Славы.
На фронт вернулся только весной 1945 года. С апреля проходил службу хлебопеком в 41-й хлебопекарне. В декабре 1945 года старшина Сорока был демобилизован.
Вернулся на родину. Работал в колхозе плотником строительной бригады. Жил в хуторе Могуровка. Скончался 7 января 1994 года. Похоронен на местном кладбище.
Награждён орденами Отечественной войны 1-й степени, Славы 1-й, 2-й и 3-й степеней, медалями, в том числе «За отвагу».
В хуторе Могукоровка, на доме, в котором проживал ветеран, установлена мемориальная доска. Его имя присвоено школе № 10 в хуторе Греки.